# جواو بيكسوتو
جواو بيكسوتو هو سياسي برازيلي، ولد في 16 فبراير 1945 في كامبوس دوس غويتاكازس في البرازيل، وتوفي بنفس المكان في 30 سبتمبر 2020 بسبب مرض فيروس كورونا 2019. انتخب state deputy of Rio de Janeiro ‏ عن دائرة ريو دي جانيرو خلال فترته النيابية ‏.